# 羅元祥
羅元祥（1438年—？），字宗瑞，山西太原府榆次縣人，民籍。明朝政治人物。進士出身。

## 生平
山西鄉試第四十八名。成化八年（1472年）壬辰科會試第四十八名，殿試登進士第三甲第一百一十二名。

## 家族
曾祖父羅希祖。祖父羅資，曾任典史。父亲羅錦。